# اژدها بلوچ
اَژدِهابَلوچ یکی از روستاهای شهرستان رشت در استان گیلان در ایران است. بر اساس سرشماری سال ۱۳۸۵، جمعیت این روستا ۲۵۶ نفر (۸۳ خانوار) بوده‌است. اژدها بلوچ در دهستان علی‌آباد زیباکنار در بخش لشت نشا واقع است.
روستای اژدها بلوچ در مسیر لشت نشا به سمت غرب، پس از روستاهای جیلدان، تازه‌آباد و پیش از روستای شهیرسرا قرار دارد. این روستا و روستاهای اطراف، به علت محرومیت‌ها به تدریج در حال خالی شدن از سکنه هستند.